# كريس فالنتينو
كريس فالنتينو (بالإنجليزية: Chris Valentino)‏ هو شخصية أعمال أمريكي، ولد في 28 مارس 1974 في نيويورك في الولايات المتحدة.

## وصلات خارجية
- الموقع الرسمي
- كريس فالنتينو على موقع IMDb (الإنجليزية)